# Фаворит (фильм, 1976)
«Фаворит» — двухсерийный телефильм по одноимённому детективному роману британского писателя и жокея Дика Фрэнсиса. Впервые демонстрировался ЦТ СССР 13 сентября 1977 года.

## Сюжет
После гибели Билла Дэвидсона на скачках его друг — жокей Алан Йорк (Арнис Лицитис) узнаёт, что это был не несчастный случай. Попытки установить заказчика убийства приводят его к раскрытию целой преступной группы, возглавляемой близко знакомым ему человеком…

Он постепенно проникает вглубь интриги, связанной не только со скачками, на которых погиб Билл, но и с местной бандой таксистов. Не только любовь и желание, возникающее к хозяйке новой скаковой лошади, Кэт, на которой должен скакать Алан, но и долг перед супругой Билла, заставляет его снова и снова задаваться одними и теми же вопросами.

## В ролях
| Актёр                  | Роль                                         |
| ---------------------- | -------------------------------------------- |
| Арнис Лицитис          | Алан Йорк, дублирует Сергей Мартынов         |
| Интс Буранс            | майор Уильям Дэвидсон                        |
| Е. Николаева           | жена майора Дэвидсона, Сцилла                |
| Елена Нагорная         | дочь майора Дэвидсона                        |
| Георгий Хассо          | Глэнн                                        |
| Ион Унгуряну           | инспектор Лодж                               |
| Ромуальдас Раманаускас | Дэн Хиллмэн                                  |
| Мара Звайгзне          | Кэт                                          |
| Гедиминас Карка        | дядюшка Джордж Эдгар Пенн                    |
| Эльза Радзиня          | тётушка Дэбб Пенн, дублирует Ирина Карташова |
| Йонас Вайтекайтис      | Сэнди Мэйсон                                 |
| Александр Сныков       | Джо Нантвич                                  |
| Геннадий Чулков        | бандит "Сынок"                               |
| Валдас Ятаутис         | фермер Лоусон                                |
| Вадим Вильский         | хозяин кафе «Голубой утёнок» Томкинс         |
| Фатима Де Веля         | служанка                                     |
| Михаил Салес           | Эпизод                                       |
| Стяпас Юкна            | Эпизод                                       |
| Афанасий Тришкин       | Эпизод                                       |
| Вячеслав Гостинский    | доктор Спилл                                 |

## Съёмочная группа
- Сценарий: Гелий Рябов, Алексей Нагорный
- Режиссёр: Василе Брескану
- Композитор: Яков Вайсбурд
- Оператор: Леонтий Проскуров
- Художники: Василий Ковриг, Микаэл Антонян
- Звукорежиссёр: Александр Чайка
- Монтаж: Николай Чайка
- Консультант: Владимир Дунаев
- Директор: И. Политов, А. Унчикова

## Технические данные
В фильме активно используется музыка Джона Леннона из альбома Imagine.